# Jan Dziewulski
Jan Karol Dziewulski (ur. 11 stycznia 1928 w Warszawie, zm. 22 listopada 2010 tamże) – polski ekonomista, historyk myśli ekonomicznej, nauczyciel akademicki i doktor habilitowany nauk ekonomicznych.

## Życiorys
W 1947 ukończył Państwowe Gimnazjum i Liceum im. Stefana Batorego w Warszawie. Profesor i były kierownik Katedry Historii Myśli Ekonomicznej Wydziału Nauk Ekonomicznych Uniwersytetu Warszawskiego, Uniwersytetu w Białymstoku i Wyższej Szkoły Finansów i Zarządzania w Białymstoku, członek Polskiego Towarzystwa Ekonomicznego.
Studia ekonomiczne odbył w SGH/SGPiS w Warszawie, gdzie w 1952 uzyskał magisterium. W 1968 uzyskał doktorat z nauk ekonomicznych w Wyższej Szkole Nauk Społecznych w Warszawie a habilitację na Uniwersytecie Warszawskim w 1978.

## Najważniejsze prace
- "W kwestii sposobu porównywania teorii ekonomicznych R. Luksemburg i M. Kaleckiego" [w:] Ekonomista nr 6, Warszawa 1970,
- "O teoretyczno-ekonomicznym podłożu «dwudziestoletniego sporu» między Różą Luksemburg a Włodzimierzem Leninem w kwestii narodowej" [w:] Z Pola Walki nr 1 (53), Warszawa 1971,
- Wokół poglądów ekonomicznych Róży Luksemburg, wyd. Książka i Wiedza, Warszawa 1972,
- Geneza i główna treść teorii ekonomicznej Róży Luksemburg a aktualne spory wokół jej poglądów, wyd. ?, Warszawa 1978,
- Teoria ekonomiczna Róży Luksemburg, wyd. Państwowe Wydawnictwo Naukowe, Warszawa 1989.